# Bob Hulse
Robert Arthur Hulse (sinh ngày 5 tháng 11 năm 1948) là một cựu cầu thủ bóng đá chuyên nghiệp người Anh thi đấu ở Football League cho Stoke City.

## Sự nghiệp
Hulse sinh ra ở Crewe và thi đấu cho Northwich Victoria trước khi được nhận một hợp đồng chuyên nghiệp với Stoke City ở mùa giải 1967-68. Ông chỉ thi đấu hai trận cho Stoke, một là khởi đầu mùa giải, hai là gần khi mùa giải kết thúc trước khi bị giải phóng hợp đồng.

## Thống kê sự nghiệp
| Câu lạc bộ          | Mùa giải            | Giải quốc nội       | Giải quốc nội | Giải quốc nội | Cúp FA  | Cúp FA    | League Cup | League Cup | Tổng    | Tổng      |
| Câu lạc bộ          | Mùa giải            | Hạng đấu            | Số trận       | Bàn thắng     | Số trận | Bàn thắng | Số trận    | Bàn thắng  | Số trận | Bàn thắng |
| ------------------- | ------------------- | ------------------- | ------------- | ------------- | ------- | --------- | ---------- | ---------- | ------- | --------- |
| Stoke City          | 1967-68             | First Division      | 2             | 0             | 0       | 0         | 0          | 0          | 2       | 0         |
| Tổng cộng sự nghiệp | Tổng cộng sự nghiệp | Tổng cộng sự nghiệp | 2             | 0             | 0       | 0         | 0          | 0          | 2       | 0         |